# 大地苔原

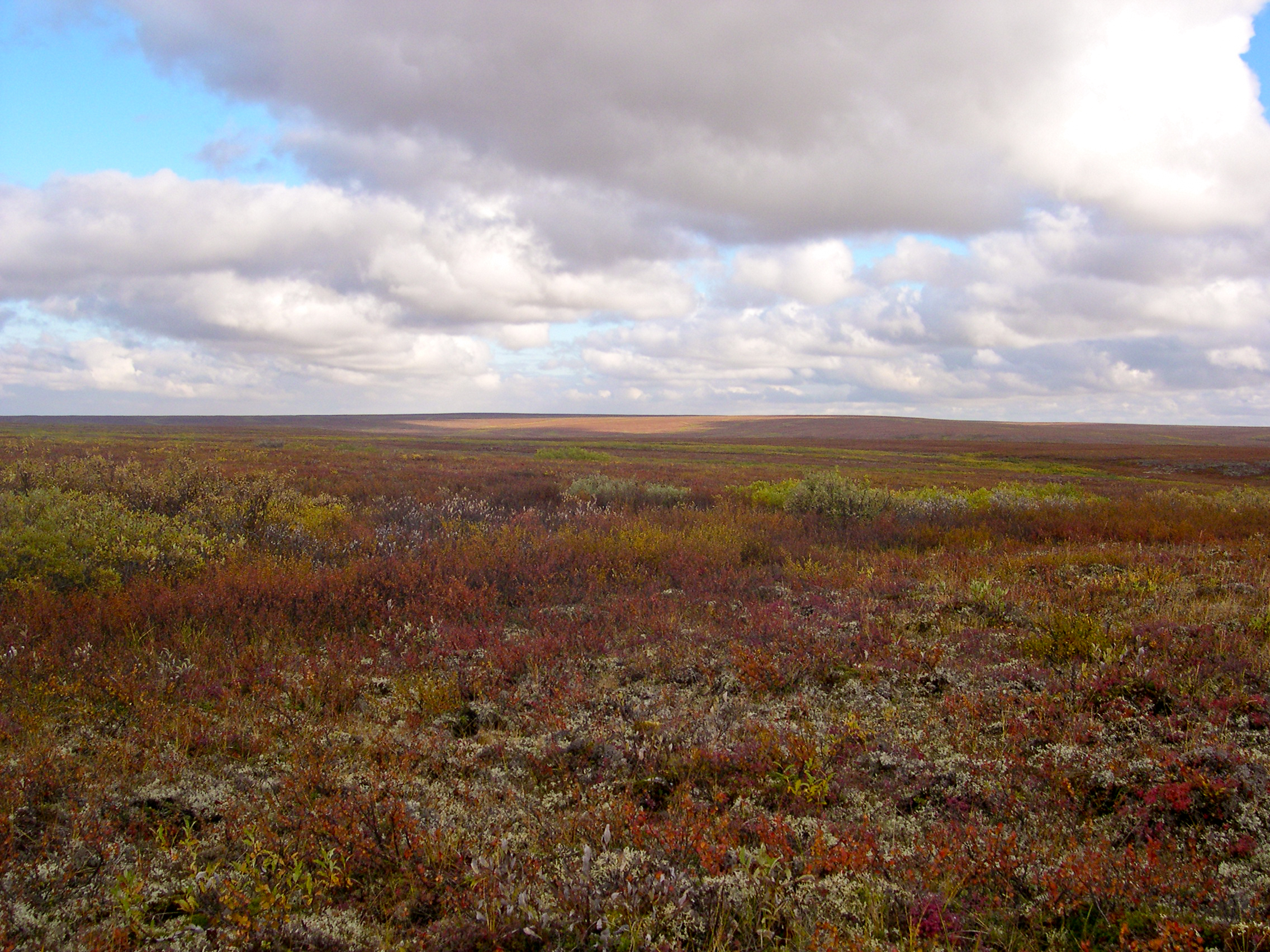

大地苔原是俄羅斯的苔原，由涅涅茨自治區和科密共和國負責管轄，平均海拔高度100至150米，最高點海拔高度250米，每年平均降雨量250至450毫米，該地區蘊藏石油、天然氣、煤等天然資源。